# Paipis
Paipis (finska: Paippinen) är en by i norra Sibbo, Nyland, Finland. Byn har 1 447 inv. (2007). 
Byn består i norr huvudsakligen av skog, i söder av åkrar och ängar. Paipis delas traditionellt in i Södra Paipis och Norra Paipis. Det "ursprungliga" Paipis finns i söder medan inflyttningen till norr tog fart först i början av 1900-talet. Södra Paipis (762 inv.) har något högre invånarantal än Norra Paipis ( 685 inv. ). I söder är de svenskspråkiga i majoritet (67,1%) i norr i minoritet (32,3 %). I hela Paipis har 51% svenska som modersmål och 47% finska.
Paipis är Sibbos största by till ytan.
Den kände skådespelaren och komikern André Wickström kommer från Södra Paipis.
I Norra Paipis finns Sibbos högsta berg, Kummelberget.
I centrala Paipis utbreder sig Bastmossen, ett ca 45 ha stort kärrområde, som tillsammans med "Rörstrandsskogen" bildar ett ca 280 ha stort naturskyddsområde, där man bl.a. påträffat ett antal utrotningshotade skalbaggar.